# 莱诺 (卢瓦尔省)
莱诺（法語：Les Noës，法語發音：[le no]）是法国卢瓦尔省的一个市镇，属于罗阿讷区。

## 地理
莱诺（46°2'28"N, 3°51'7"E）面积15.68 平方千米，位于法国奥弗涅-罗讷-阿尔卑斯大区卢瓦尔省，该省份为法国中南部省份，北起顺时针与索恩-卢瓦尔省、罗讷省、伊泽尔省、阿尔代什省、上盧瓦爾省、多姆山省和阿列省接壤。
与莱诺接壤的市镇（或旧市镇、城区）包括：圣尼科拉代比耶夫、拉普吕涅、阿尔孔、勒奈松、圣里朗。

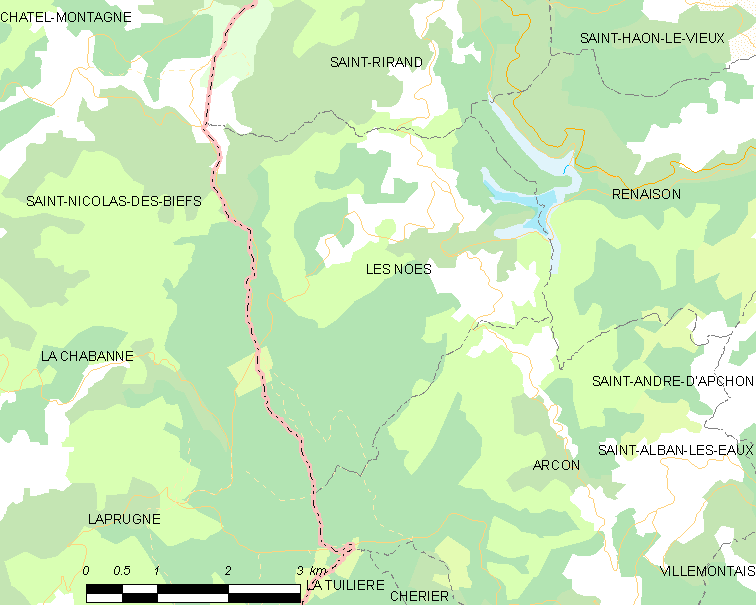
的OSM定位图

莱诺的时区为UTC+01:00、UTC+02:00（夏令时）。

## 行政
莱诺的邮政编码为42370，INSEE市镇编码为42158。

## 政治
莱诺所属的省级选区为勒奈松县。

## 人口

1962-2008年间人口变化图示

莱诺于2022年1月1日时的人口数量为208人。